# تتا¹ شکارچی سی
تتا¹ شکارچی سی یک ستاره است که در صورت فلکی شکارچی قرار دارد.